# Пандорина кутија (2. део)
Епизода Пандорина кутија (2. део) је 14. епизода 3. сезоне серије МЗИС: Нови Орлеанс. Премијерно је приказана 14. фебруара 2017. године на каналу Си-Би-Ес.

## Опис
Сценарио за епизоду је писао Кристофер Силбер, а режирао ју је Левар Бартон.
На захтев специјалног агента Лероја Џетра Гибса специјални агенти Тимоти Макги и Николас Торес путују у Нови Орлеанс да помогну Прајду и његовој екипи да поврате украдену терористичку бележницу. У деловању помажу Торес и Гергориова са теренског положаја.
У овој епизоди се појављују специјални агенти Лерој Џетро Гибс, Тимоти Макги и Николас Торес. 
Ова епизода је непосредан наставак епизоде "Пандорина кутија (1. део)" из серије "МЗИС".

## Ликови

### Из серијеМЗИС: Нови Орлеанс
- Скот Бакула као Двејн Касијус Прајд
- Лукас Блек као Кристофер Ласејл
- Ванеса Ферлито као Тами Грегорио
- Роб Керкович као Себастијан Ланд
- Дерил Мичел као Патон Плејм
- Шалита Грант као Соња Перси
- К. К. Х. Паундер као др Лорета Вејд

### Из серијеМЗИС
- Марк Хармон као Лерој Џетро Гибс
- Шон Мареј као Тимоти Макги
- Вилмер Валдерама као Николас Торес